# Estadio de Mongomo
Estadio Santiago Nguema Eneme is een multifunctioneel stadion in Mongomo, Equatoriaal-Guinea. Het wordt vooral gebruikt voor voetbalwedstrijden. Het stadion heeft een capaciteit van 15.000 zitplaatsen. Het Estadio de Mongomo fungeerde als een van de gaststadions voor de Afrika Cup 2015, samen met Estadio de Bata, Nuevo Estadio de Ebebiyín en Nuevo Estadio de Malabo.
Estadio de Bata (Bata) · Nuevo Estadio de Malabo (Malabo) · Estadio de Mongomo (Mongomo) · Nuevo Estadio de Ebebiyín (Ebebiyín)